# Puchar Świata w kolarstwie przełajowym 1993/1994
Puchar Świata w kolarstwie przełajowym w sezonie 1993/1994 to 1. edycja tej imprezy. Organizowany przez UCI, obejmował tylko zawody dla mężczyzn. Pierwszy wyścig odbył się 3 października 1993 w szwajcarskim Eschenbach, a ostatni 16 stycznia 1994 roku we francuskim Saint-Herblain.
W klasyfikacji generalnej zwyciężył Belg Paul Herijgers, wyprzedzając dwóch swoich rodaków: Danny’ego De Bie i Marca Janssensa.

## Wyniki
| Lp | Miejscowość    | Data                 | 1. miejsce        | 2. miejsce         | 3. miejsce          |
| -- | -------------- | -------------------- | ----------------- | ------------------ | ------------------- |
| 1. | Eschenbach     | 3 października 1993  | Paul Herijgers    | Daniele Pontoni    | Beat Breu           |
| 2. | Eindhoven      | 17 października 1993 | Paul Herijgers    | Radomír Šimůnek    | Richard Groenendaal |
| 3. | Igorre         | 12 grudnia 1993      | Paul Herijgers    | Danny De Bie       | Adrie van der Poel  |
| 4. | Loenhout       | 29 grudnia 1993      | Marc Janssens     | Adrie van der Poel | Paul Herijgers      |
| 5. | Saint-Herblain | 16 stycznia 1994     | Dominique Arnould | Emmanuel Magnien   | Daniele Pontoni     |

## Klasyfikacja generalna
| Lp. | Zawodnik             | Punkty |
| --- | -------------------- | ------ |
| 1.  | Paul Herijgers       | 73     |
| 2.  | Danny De Bie         | 58     |
| 3.  | Marc Janssens        | 48     |
| 4.  | Adrie van der Poel   | 38     |
| 5.  | Dominique Arnould    | 34     |
| 5.  | Peter Van Den Abeele | 34     |
| 7.  | Beat Wabel           | 29     |
| 8.  | Richard Groenendaal  | 28     |
| 8.  | Daniele Pontoni      | 28     |
| 10. | Karl Kaelin          | 21     |